# آل المالكي (يافع)

تعديل مصدري - تعديل

ال المالكي هي إحدى قرى عزلة لبعوس بمديرية يافع التابعة لمحافظة لحج، بلغ تعداد سكانها 203 نسمة حسب تعداد اليمن لعام 2004.